# Carrozzeria Neri & Bonacini
La Carrozzeria Neri & Bonacini è stata una carrozzeria automobilistica attiva dal 1960 al 1967.

## Storia
Questa carrozzeria viene fondata nel 1960 a Modena da Giorgio Neri e Luciano Bonacini. Inizialmente funge da officina per la costruzione di pezzi di ricambio e tra i clienti più illustri di questa giovanissima azienda, vi erano anche la Lotus e la Scuderia Serenissima. Oltre che a dedicarsi alla meccanica, però, costruiva anche carrozzerie. Nella sua breve esistenza, la Neri & Bonacini ha partorito delle mirabili realizzazioni, specialmente sulla base di vetture granturismo, come per esempio alcune Ferrari. Da ricordare la filante silhouette simile nella zona posteriore a quella di una Ferrari 250 GTO, ma costruita ex novo su meccanica 250 GT SWB. Questa vettura raggiungeva i 280 km/h e nel 1963 partecipò alla 1000 km del Nürburgring classificandosi al 5º posto.
Del 1964 è invece la cosiddetta Ferrari Nembo 250 GT, una spider prodotta in due esemplari, non identici, ma molto simili tra loro. Differente la meccanica, che è ripresa in un caso da una 250 GT del 1961, nel secondo caso da una 250 GT SWB.
Sempre del 1964 è la Nembo 250 GT Coupé, su base meccanica simile a quella della prima Nembo spider.
Le Nembo su base Ferrari furono disegnate da Tom Meade. Alcune di queste auto hanno raggiunto valutazioni molto importanti e RM Sotheby's ne ha ricostruito la storia in occasione di alcune vendite. Ecco il testo dal loro sito "1777 GT was the first and indubitably the most important of the Nembos. There was another less attractive spyder on a shorter chassis, 3771 GT, and the Nembo coupé, 1623 GT. There was a third spyder, 2707 GT, with a shark nose, which left Modena for Lebanon when new, as a bare body shell, and vanished."
Ispirandosi alle linee della Bizzarrini 5300 GT, nel 1966 la carrozzeria Neri & Bonacini realizza una granturismo con motore Ford, così come del '66 è anche una granturismo su meccanica Corvette. Ed ancora nello stesso anno nasce una fuoriserie su base Lamborghini 400 GT. 
Sempre nel 1966, la Neri e Bonacini realizza due prototipi con meccanica Lancia Flavia 1.800 cc curata dal meccanico Giuliano Giuliani.
Una di queste vetture prototipo Nembo Lancia, collaudata nel 1966 nell'Aerautodromo di Modena, è una della GT dalle prestazioni assolutamente notevoli per l'epoca,con carrozzeria in alluminio (non sara mai verniciata); proprio negli anni della sua realizzazione, tra l'altro, l'auto sarà una delle più bass autovetture mai realizzate.
Questa Nembo Lancia è tuttora conservata in condizioni di originalità totale, da un collezionista modenese.
Nello stesso anno, 1966, viene presentata la seconda vettura realizzata interamente dalla carrozzeria, chiamata Nembo 2 o II e anche Daytona. Basata su meccanica ISO e motore Chevrolet, fu esposta al Salone dell'automobile di Torino e durante il Gran Premio di Monza del 1966. Coupé due posti, sportiva, ad elevate prestazioni, ne furono realizzate 5 tra versione targa e chiusa.

## Chiusura
L'azienda chiude i battenti nel 1967. Giorgio Neri continuerà collaborando con Piero Drogo della Carrozzeria Sports Cars di Modena. Luciano Bonacini approderà alla De Tomaso.